# Maroc aux Jeux méditerranéens de 2018

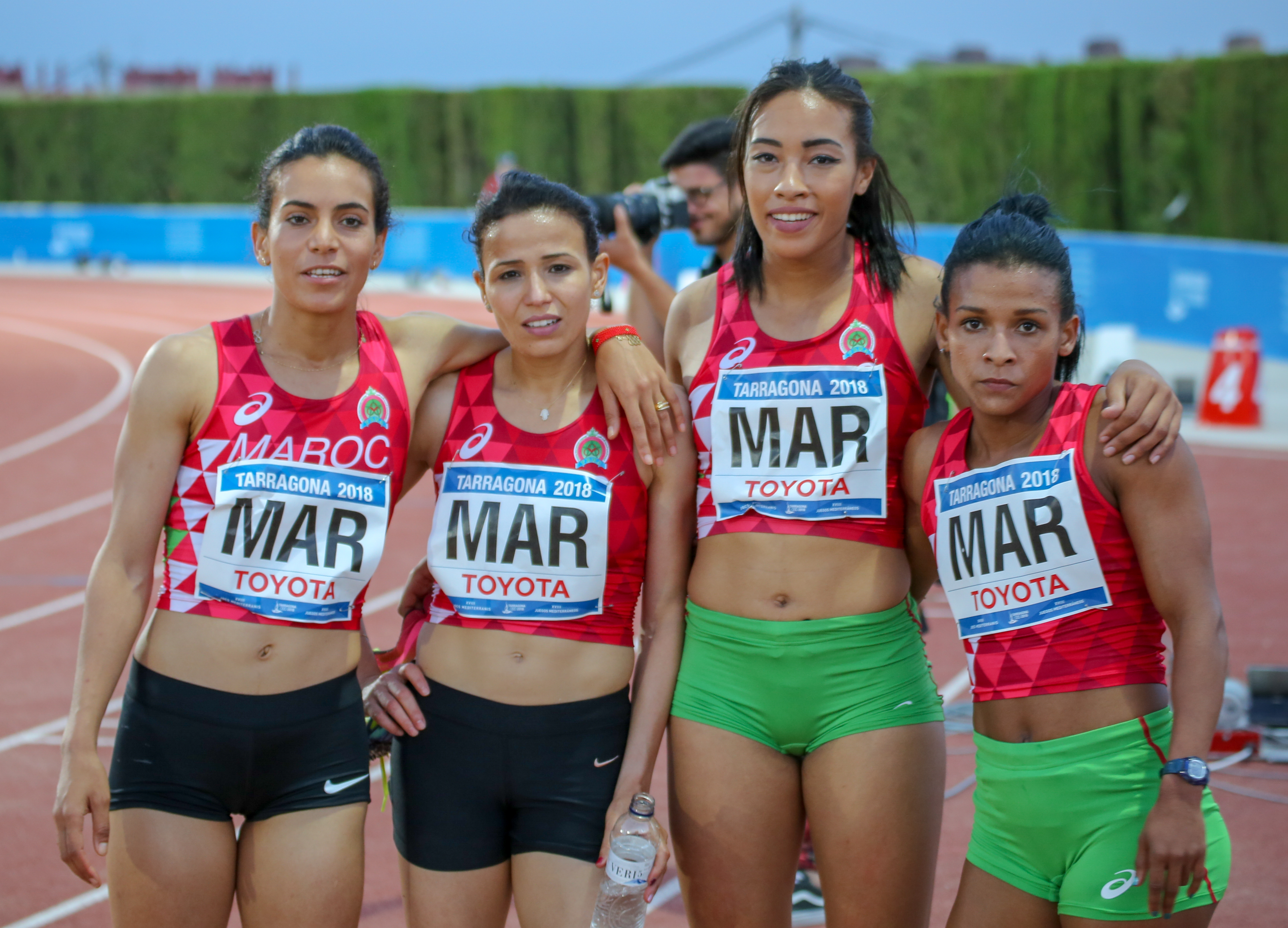
Maroc aux Jeux méditerranéens de 2018 (4 × 400 mètres)

Cet article contient des informations sur la participation et les résultats du Maroc aux Jeux méditerranéens de 2018 à Tarragone en Espagne.

## Médailles

### Or
| Sport              | Discipline            | Sportifs             |
| Médailles d'or : 1 |                       |                      |
| Karaté             | Moins de 60 kg hommes | Abdessalam Ameknassi |

### Argent
| Sport                  | Discipline            | Sportifs    |
| Médailles d'argent : 1 |                       |             |
| Karaté                 | Moins de 50 kg femmes | Aicha Sayah |

### Bronze
| Sport                   | Discipline  | Sportifs        |
| Médailles de bronze : 1 |             |                 |
| Escrime                 | Épée hommes | Houssam El Kord |